# Бобенгайм-ам-Берг
Бобенгайм-ам-Берг (нім. Bobenheim am Berg) — громада в Німеччині, розташована в землі Рейнланд-Пфальц. Входить до складу району Бад-Дюркгайм. Складова частина об'єднання громад Фрайнсгайм.
Площа — 6,33 км2. Населення становить 834 ос. (станом на 31 грудня 2020).

## Галерея

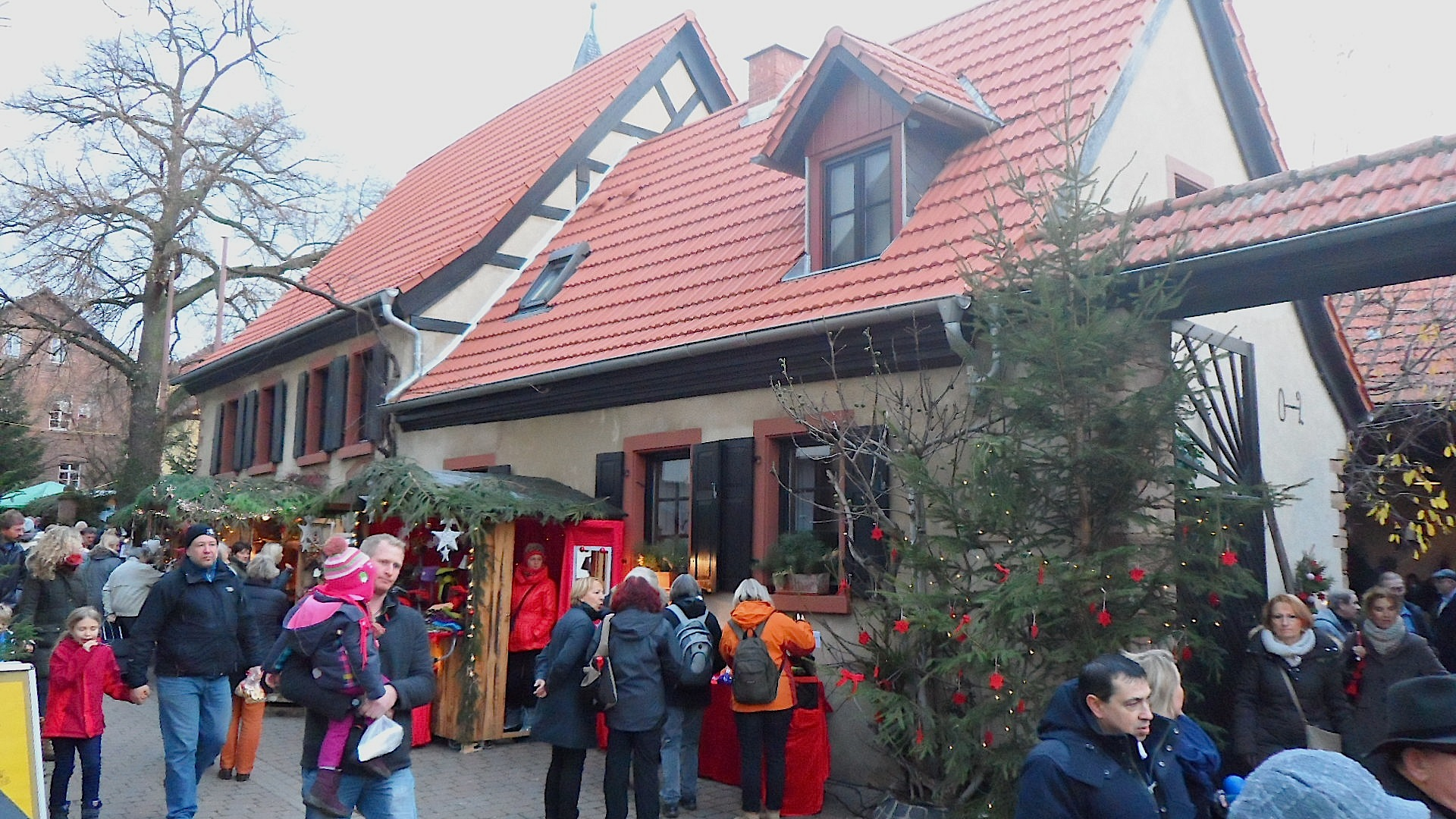